# Ceratinopsis atolma
Ceratinopsis atolma är en spindelart som beskrevs av Chamberlin 1925. Ceratinopsis atolma ingår i släktet Ceratinopsis och familjen täckvävarspindlar. Inga underarter finns listade i Catalogue of Life.